# Legea reîntoarcerii

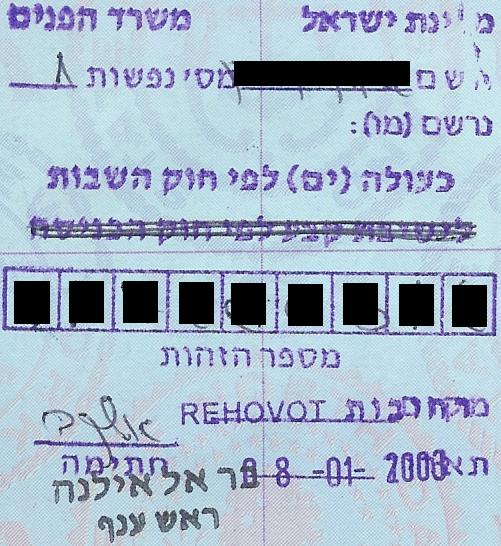
Ștampilă care menționează legea reîntoarcerii într-un pașaport american

Legea reîntoarcerii (în ebraică חוק השבות) este o lege din 1950 a statului Israel, care formulează dreptul evreilor din toată lumea de a primi cetățenia israeliană atunci când ajung în Israel și dacă doresc asta.
Legea dă dreptul la cetățenia israeliană și rudelor apropiate care vin în Israel, împreună cu un evreu. Rudele cuprinse în această lege sunt soția sau soțul evreului/evreicei, copiii lor și soțiie sau soții copiilor, nepoții evreilor și soțiile sau soții lor.